# Filodeg
Filodeg är en mångsidigt nyttjad papperstunn deg gjord på vetemjöl, vatten, salt och små mängder matolja. Vid gräddningen blir degen frasig. Degen fylls med fisk eller kött. I det grekiska köket används filodeg till att göra pajer fyllda med spenat, ostar, purjolök, örter, svampar m.m. Den kan även användas som dessert och är då fylld till exempel med honung, nötter och mandlar. Filodegen kan även formas som en vårrulle och steks eller friteras.
Filodeg är vanlig i Balkan och Mellanöstern och ingår bland annat i baklava.
Degen köps i regel färdig, eftersom det är en tämligen svår konst att få till den lövtunna och släta strukturen. 
Filo eller phyllo kommer från grekiska φύλλο och betyder blad.